# 1988年ソウルオリンピックのオランダ選手団
1988年ソウルオリンピックのオランダ選手団（1988ねんソウルオリンピックのオランダせんしゅだん）は、1988年9月17日から10月2日にかけて韓国のソウルで開催された1988年ソウルオリンピックのオランダ選手団、およびその競技結果。

## 概要
今大会は金メダル2個、銀メダル2個、銅メダル5個の合計9個のメダルを獲得した。

## メダル
| メダル | 選手名                                                                                  | 競技   | 種目                   |
| ------ | --------------------------------------------------------------------------------------- | ------ | ---------------------- |
| 金     | モニク・クノル                                                                          | 自転車 | 女子個人ロードレース   |
| 銀     | マリアンネ・ムイス ミルドレッド・ムイス コニー・ファンベントゥム カリン・ブリエンネッセ | 競泳   | 女子4×100m自由形リレー |
| 銀     | レオ・ペーレン                                                                          | 自転車 | 男子ポイントレース     |
| 銅     | ベン・スペイケルス                                                                      | 柔道   | 男子86kg以下級         |